# Thales Alenia Space España
Thales Alenia Space España es una empresa española subsidiaria de Thales Alenia Space. Se encuentra ubicada en el Parque Tecnológico de Madrid en Tres Cantos, Madrid, aunque tiene sede en un total de 11 ciudades españolas como Madrid, Leganés, Santander, Bilbao, Barcelona, Valencia, Alicante, Málaga, Sevilla o Cádiz, dando empleo a más de 1.000 personas.
Thales  Alenia  Space aporta más de 40 años de experiencia en el diseño, integración, pruebas y operación de innovadores sistemas espaciales para telecomunicación, observación de la Tierra, gestión del medio  ambiente, exploración, ciencia e infraestructura orbital. Una sociedad conjunta entre Thales (67%) y Leonardo-Fin meccanica (33%), Thales  Alenia  Space también colabora con Telespazio formando la "Alianza Espacial" de las dos empresas matrices, ofreciendo una gama completa de servicios y soluciones. Thales Alenia Space ha desarrollado una inigualable experiencia en misiones duales (civiles/militares), constelaciones, cargas útiles flexibles de alta capacidad, altimetría, meteorología, instrumentos ópticos y radar de alta resolución, y exploración  espacial. La compañía capitaliza su fuerte experiencia y hace de la innovación un elemento clave de su estrategia.
Ofreciendo un flujo continuo de nuevos productos y expandiendo su implantación global, Thales Alenia Space ha establecido su liderazgo en un sector espacial en constante evolución. Thales Alenia Space registró ingresos consolidados de más de 2100 millones de euros en 2015, y cuenta con 7.500 empleados en nueve países.

## Contexto

### Historia
Anteriores nombres de la empresa:
- 2007-Actualidad: Thales Alenia Space España
- 2006-2007: Alcatel Alenia Space España
- 1988-2006: Alcatel Espacio

### Actividad
Thales Alenia Space España, es una compañía española, filial de Thales Alenia Space, dedicada al desarrollo de sistemas y equipos para satélites. Con más de 25 años de experiencia, ha participado en 480 satélites (310 en órbita). Consigue el 50% de sus ventas en mercados exportación (operadores de telecomunicación, agencias espaciales y de defensa en el extranjero) y el otro 50% en programas institucionales (ESA, EUMETSAT, UE y domésticos). 

### Áreas de Negocio
Thales Alenia Space España diversifica sus acciones en las siguientes cuatro áreas de negocio:
- Transporte
- Defensa y Seguridad
- Seguridad e Identidad Digital
- Espacio

### Certificados
La compañía aplica un estricto sistema de calidad en todas sus actividades, de acuerdo con las normas ISO 9001, EN 9100 y AQAP 2110. También dispone del certificado medio ambiental 14001 expedido por IQNet y por AFNOR, y la certificación CMMi nivel 3.

### Capacidades tecnológicas
La compañía dispone de los medios y de los procesos necesarios para el diseño, fabricación, integración y pruebas de equipos y sistemas espaciales, incluyendo un área limpia de 1650 metros cuadrados y un laboratorio de detección óptica (clase ISO 5).

### Principales proyectos actuales
- Meteosat de Tercera Generación
- ExoMars (exploración)
- Sentinel 1, 2 y 3 (Copérnico, observación de la Tierra)
- Ingenio (observación de la Tierra)
- REDSAT (OBP, seg. terreno)
- Yamal 601, SGDC, Eutelsat 65W, Star One D1 (telecom)

## Líneas de producto
- Sistemas Telecom: telecomunicación con procesamiento regenerativo a bordo (OBP); repetidores telecom
- Software y segmento terreno: software embarcado y de tierra; segmento terreno de sistemas telecom; bancos de prueba (EGSE)
- Cargas útiles de observación: electrónica para instrumentos ópticos (electrónica de proximidad de plano focal, unidades de control de video, unidades de control de instrumento, procesamiento de datos); electrónica para radiómetros de microondas
- Sistemas de equipos de radiofrecuencias: unidades activas y pasivas de RF para cargas útiles telecom (líder europeo en multiplexadores de entrada, IMUX); sistemas y equipos de TTC (líder mundial en transpondedores de banda S); sistemas y equipos de transmisión de datos de carga útil; sensores de RF para vuelo en formación
- Electrónica digital: unidades de manejo de datos y de control de mecanismos para plataforma y carga útil; unidades de gestión de reloj; sensores ópticos para vuelo en formación